# Gustav Schuft
Gustav Schuft (16 de junio de 1876 - 8 de febrero de 1948) fue un gimnasta alemán. Compitió en los Juegos Olímpicos de Atenas de 1896.
Schuft ganó dos medallas de oro en las competencias por equipos, como parte del equipo alemán, en Barras paralelas y Barra fija. Tuvo poco éxito en las pruebas individuales, participando en Barras paralelas, Salto de potro, Barra fija y Potros con anillos, sin obtener medallas en ninguno de esos eventos.